# Willem de Vries Lentsch
Willem de Vries Lentsch   (Nieuwendam, 10 de setembre de 1886 - Amsterdam, 6 de març de 1980) va ser un regatista neerlandès, vencedor d'una medalla olímpica. Era germà de Gerard de Vries Lentsch i pare de Wim de Vries Lentsch, ambdós regatistes.
El 1928 va prendre part en els Jocs Olímpics d'Estiu d'Amsterdam, on fou quart en la categoria de 12 peus Dinghy del programa de vela. Als Jocs de Berlín de 1936, fent parella amb Bob Maas, guanyà la medalla de bronze en la classe star.